# A&E Networks
A&E Networks (Eigenschreibweise A+E NETWORKS), bis 2011 A&E Television Networks (AETN), ist ein 1984 gegründetes US-amerikanisches Medienunternehmen mit Firmensitz in New York. Es betreibt verschiedene Fernsehsender, die sowohl über Satellit als auch über Kabel empfangbar sind. Unter anderem:
- A&E
- Logo von A+E Networks seit 2017Crime + Investigation
- The HISTORY Channel
- FYI
- Lifetime

Logo von A+E Networks seit 2017

Einige dieser Sender werden in mehreren Sprachen und verschiedenen Ländern ausgestrahlt. Im deutschsprachigen Raum verbreitet A+E Networks Germany die linearen Pay-TV-Sender The HISTORY Channel und Crime + Investigation (zwischen 2007 und 2014 The Biography Channel und von 2014 bis 2019 A&E) sowie die On-Demand-Angebote HISTORY Play und Crime + Investigation Play.
A+E Networks ist im Besitz von The Hearst Corporation (50 %) und Disney-ABC Television Group (50 %). A+E Networks Germany wird vertreten durch die The History Channel (Germany) GmbH & Co. KG. mit Sitz in München und ist Teil von A+E Networks EMEA, einer 100-prozentigen Tochter von Hearst. Zwischen 2005 und 2017 wurde A+E Networks Germany als Joint-Venture von dem amerikanischen Mutterhaus A+E Networks und NBCUniversal International betrieben.
Während sich der Sender A&E mit kaufmännischem Und-Zeichen schreibt, weist der Unternehmensname A+E Networks stattdessen ein Pluszeichen auf.